# 열혈경파 쿠니오군 외전 River City Girls

열혈경파 쿠니오군 외전 River City Girls(일본어: 熱血硬派くにおくん外伝 River City Girls, 영어: River City Girls)는 웨이포워드 테크놀러지스가 제작하고 아크 시스템 웍스가 배급한 2019년 진행형 격투 게임이다. 《쿠니오군 시리즈》 중 하나로, 전작들의 남자 주인공인 쿠니오와 리키를 구하기 위해 미사코와 쿄코가 리버시티를 배회하는 내용이다.